# 南亞圓網蘚
南亞圓網蘚（学名：Cyclodictyon blumeanum）为油蘚科圓網蘚屬下的一个种。